# Jack Haig (kolarz)
Jack Haig (ur. 6 września 1993 w Southport) – australijski kolarz szosowy.

## Osiągnięcia
Opracowano na podstawie:

2013
- 3. miejsce w mistrzostwach Australii (start wspólny)

2014
- 3. miejsce w Tour Down Under
  - 1. miejsce w klasyfikacji młodzieżowej
- 3. miejsce w Tour de Korea
- 2. miejsce w Tour Alsace
  - 1. miejsce w klasyfikacji młodzieżowej

2015
- 2. miejsce w Tour de l’Avenir

2016
- 2. miejsce w Tour de Slovénie
  - 1. miejsce w klasyfikacji punktowej

2017
- 3. miejsce w Tour de Slovénie
- 1. miejsce na 6. etapie Tour de Pologne

2018
- 3. miejsce w Tour of Utah

2019
- 1. miejsce na 1. etapie Czech Cycling Tour (jazda drużynowa na czas)
- 3. miejsce w Bretagne Classic Ouest-France
- 3. miejsce w Gran Premio Bruno Beghelli

2020
- 2. miejsce w Volta a la Comunitat Valenciana
- 2. miejsce w Vuelta a Andalucía
  - 1. miejsce na 4. etapie

2021
- 3. miejsce w Vuelta a España

2023
- 3. miejsce w Tour of the Alps

## Rankingi
| Rok              | 2013 | 2014 | 2015 | 2016 | 2017 | 2018  | 2019 | 2020 | 2021 | 2022 | 2023 | 2024 |
| ---------------- | ---- | ---- | ---- | ---- | ---- | ----- | ---- | ---- | ---- | ---- | ---- | ---- |
| UCI World Tour   |      |      |      | -    | 114. | 142.  |      |      |      |      |      |      |
| World Ranking    |      |      |      | 420. | 169. | 198.  | 46.  | 96.  | 42.  | 123. | 135. | 334. |
| UCI Europe Tour  | -    | 270. | 263. | 442. | 329. | 1225. |      |      |      |      |      |      |
| UCI Asia Tour    | -    | 105. | -    | -    | -    | 590.  |      |      |      |      |      |      |
| UCI America Tour | -    | -    | 375. | -    | -    | 18.   |      |      |      |      |      |      |
| UCI Oceania Tour | 15.  | 6.   | -    | 26.  | -    | -     | 3.   | 8.   | 3.   | 6.   | 9.   | 19.  |
|                  |      |      |      |      |      |       |      |      |      |      |      |      |
| Źródło: UCI      |      |      |      |      |      |       |      |      |      |      |      |      |